# Saint-Laurent-sur-Saône
Saint-Laurent-sur-Saône település Franciaországban, Ain megyében. Lakosainak száma 1735 fő (2022. január 1.). Saint-Laurent-sur-Saône Crottet, Grièges, Replonges és Mâcon községekkel határos.

## Népesség
A település népessége az elmúlt években az alábbi módon változott:
| Lakosok száma | 2041 | 1813 | 1710 | 1718 | 1781 | 1787 | 1722 | 1688 | 1674 | 1735 |
|               | 1968 | 1982 | 1990 | 2006 | 2013 | 2015 | 2017 | 2019 | 2020 | 2022 |